# NGC 6588
NGC 6588 is een open sterrenhoop in het sterrenbeeld Pauw. Het hemelobject werd op 8 juni 1836 ontdekt door de Britse astronoom John Herschel.

## Synoniemen
- ESO 103-**14